# تری‌فلونوردازپام
تری‌فلونوردازپام (به انگلیسی: Triflunordazepam) (همچنین با نام Ro5-2904 نیز شناخته می‌شود) دارویی از مشتقات بنزودیازپین با میل اتصال بالا به گیرنده GABAA است و دارای اثرات ضد تشنجی می‌باشد.

## همچنین ببینید
- نوردازپام
- تری‌فلوبازام